# Jean Ehret
 (février 2024).
Si vous disposez d'ouvrages ou d'articles de référence ou si vous connaissez des sites web de qualité traitant du thème abordé ici, merci de compléter l'article en donnant les références utiles à sa vérifiabilité et en les liant à la section « Notes et références ».
Jean Ehret, né le 8 juin 1967 au Luxembourg, est un prêtre catholique et théologien luxembourgeois. 
Depuis 2015, il est directeur fondateur de la Luxembourg School of Religion & Society.

## Biographie
Après des études de théologie à Trèves et à Louvain-la-Neuve, Jean Ehret a complété son vicariat à Bonnevoie, au Luxembourg ; il a ensuite étudié la littérature française et comparée à Luxembourg, à Metz, à la Sorbonne et à Harvard. À la Sorbonne, il est l'élève de Pierre Brunel. Il poursuit ses études doctorales à l'Université Paul Verlaine de Metz, où il a obtenu son doctorat en linguistique et littérature françaises en 2005 avec un travail comparatif sur l'esthétique littéraire et théologique. Sa thèse Art de Dieu art des hommes. L'esthétique théologique à l'ère du pluriel du beau et du singulier de l'art a été encadrée par Marc-Mathieu Münch et reprend son esthétique littéraire générale, qu'il a développée dans son étude L'Effet de vie ou le singulier de l'art. En 2009, il obtient son doctorat en théologie dans la même université. Son travail Verbum vitae. Études sur le rapport entre la foi et la vie chrétiennes a été supervisé par Marie-Anne Vannier et traite une compréhension de la théologie qui pourrait rendre justice à la vie en tant que locus theologicus.
Depuis 2012, Jean Ehret est professeur de théologie et de spiritualité au Centre Jean XXIII - Grand Séminaire, dont il devient directeur en 2013. En 2015, il fonde la Luxembourg School of Religion & Society et l'intègre dans un réseau international de collaborations. Il est également vicaire épiscopal et chanoine de la cathédrale dans l'archidiocèse de Luxembourg[réf. nécessaire].

## Principaux thèmes de recherche
Ehret se concentre particulièrement sur la relation entre l'esthétique et la théologie. Il en découle la question de savoir dans quelle mesure la théologie est de la littérature (et la littérature est de la théologie), ce qu'est la théologie des arts. Son intérêt est donc aussi particulièrement axé sur la forme et le renouvellement des théologies dans une société sécularisée et sur la question de savoir comment les discours sur Dieu peuvent être culturellement façonnés dans une société sécularisée, pluraliste et individualiste, et compte tenu de ce que les sciences naturelles en tant que connaissances sur la vie, le monde et les êtres humains apportent, et comment elles peuvent être personnellement et institutionnellement responsables. L'un des principaux domaines de travail de M. Ehret est donc la morphologie de la pensée, un sujet sur lequel il dirige un séminaire de recherche avec le professeur Gianluca Cuozzo, directeur du département d'excellence de la philosophie et de l'éducation de l'université de Turin. Ses recherches portent sur les processus cognitifs et institutionnels ainsi que sur la permanence et la (trans-)formation de cette morphologie, notamment en théologie.

## Affiliations
Jean Ehret est, entre autres, vice-président de l’Association européenne de théologiens catholiques (Section France), membre (depuis 2014) de l'Institut grand-ducal de Luxembourg, Section des Sciences morales et politiques, et membre de l'Académie européenne des sciences et des arts (Section VII). Il est également membre du Conseil scientifique de la Görres-Gesellschaft[réf. nécessaire].

## Publications
- « Nicolas de Cues, écrivain engagé, et la liberté religieuse », in Harald Schwätzer, Marie-Anne Vannier (dir.), La joie et la liberté chez Eckhart et Nicolas de Cues, Münster, Aschendorff, « Texte und Studien zur Europäischen Geistesgeschichte » Série B, vol. 22, 2019, 193-203.
- « Nicolas de Cues et le fait religieux dans la société luxembourgeoise actuelle », in : Harald Schwätzer, Marie-Anne Vannier (dir.), Nikolaus von Kues: Die Großregion als Denk- und Lebensraum, Münster, Aschendorff, coll. « Texte und Studien zur Europäischen Geistesgeschichte » Série B, vol. 22, 2019, 217-228.
- « Die rechtliche Situation der Muslime im Großherzogtum Luxemburg. Das Abkommen des Luxemburger Staates mit der Schura vom 26. Januar 2015 im historischen, gesellschaftlichen und politischen Kontext », in Karlies Abmeier, Andreas Jacobs, Thomas Köhler (dir.), Rechtliche Optionen für Kooperation zwischen deutschem Staat und muslimischen Gemeinschaften, Münster, Aschendorff, 2019, 127-144.
- « Lecture de la Bible en petites communautés et théologie », in Daniel Laliberté, Georg Rubel (dir.), Bible – Pastorale – Didactique. Animatio biblica totius actionis pastorales, Bruxelles, Peter Lang, coll. « Dieux, hommes et religions » vol. 26, 2019, 171-190.
- « Religionen & Schule : eine bleibende Herausforderung », in Jean Ehret, Jean-Louis Zeien (dir.), Herausforderung Religion(en) und Schule(n), Berlin, Logos Verlag, « Religionspädagogik im Kontext » vol. 9, 2018, 109-150.
- Comment et à quel prix est-il possible de dire vrai pour un chrétien ? Je suis le chemin, la vérité et la vie (Jn 14,16); in: Actes de la Section des Sciences morales et politiques [de l'Institut grand-ducal de Luxembourg], vol. XVII (2014).
- Jean Ehret (dir.), L’esthétique de l'effet de vie. Perspectives interdisciplinaires, Paris, L’Harmattan, coll. « L’Univers esthétique », 2012[3].

## Liens
- Notices d'autorité :   - VIAF
  - ISNI
  - BnF (données)
  - IdRef
  - LCCN
  - GND
  - Israël
  - NUKAT
  - Vatican
  - Tchéquie
  - Luxembourg
  - WorldCat
- Curiculum vitae